# Ring of Bone
Ring of Bone è un album a nome Hardin & Russell, pubblicato dall'etichetta discografica Demo Records nell'ottobre del 1976.
Nel 1996 la Edsel Records pubblicò l'album su CD assieme al secondo album del duo "Wax Museum" dal titolo "The Early Years (1975-79)".

## Tracce

### LP
Lato A
Testi e musiche di Tom Russell.
1. Mojave – 3:32
2. Alkali – 4:15
3. Zone Grey – 2:30
4. Beneath Canyon Walls – 5:10
5. The 27th Parable – 5:30

Lato B
1. Old Woman Suite – 8:52 (testo: Tom Russell (a, b), Patricia Hardin (c) – musica: Patricia Hardin (a, b, c))
2. Look at Us Now – 3:00 (Patricia Hardin)
3. Denver Wind – 4:53 (Tom Russell)
4. Ring of Bone – 3:15 (testo: Tom Russell – musica: Patricia Hardin)

## Formazione
- Patricia Hardin – voce, pianoforte elettrico, pianoforte acustico
- Tom Russell – voce, chitarra
- Tom Russell – banjo (brano: Beneath Canyon Walls)
- John Mills – flauto, sassofono
- Quincy Jarman III – congas, gourd
- Jim Baker – sousafono, trombone
- Don Snow – tromba
- Chojo Jacques – fiddle (brano: Zone Grey)
- Price Quenin – banjo (brano: Zone Grey), dobro
- Doug Tabony – violino
- Phil Hamilton – armonica
- Jim Spector – basso
- Jesse B. Gay III – chitarra elettrica a 12 corde
- Paul Blackemore – tap drums

Note aggiuntive
- Hardin & Russell – produttori
- Registrazioni effettuate al Odyssey Sound di Austin, Texas (Stati Uniti)
- Chet Himes, Tim Shea, John Ingle e Lars Lundahl – ingegneri delle registrazioni
- J. Wuensche – art work e lettring copertina album originale
- Ron Dorsey – foto copertina album originale
- R. (Benny) Binford – arti grafiche copertina album originale[2]